# موسسة كوثر الزراعية (كوهباية الشرقي)
موسسة کوثر الزراعیة (بالإنجليزية: Moasseseh-ye Kashavarzi Kusar)‏ هي منطقة سكنية تقع في إيران في قسم کوهبایة الشرقي الریفي. يقدر عدد سكانها بـ 15 نسمة .